# Albert Josef Hofmann
Albert Josef Hofmann (* 27. Februar 1933 in Versoix; † 28. Dezember 2018) war ein Schweizer Physiker, der sich mit Teilchenbeschleunigerphysik und experimenteller Elementarteilchenphysik befasste.

## Leben und Werk
Albert Hofmann studierte Physik an der ETH Zürich mit dem Diplom-Abschluss 1957. 1964 wurde er dort promoviert. 1966 bis zu dessen Schließung 1973 war er am Cambridge Electron Accelerator (CEA) der Harvard University und des Massachusetts Institute of Technology, das damals von einem Synchrotron in einen Elektron-Positron-Collider umgebaut wurde. Danach war er Senior Physicist am CERN, wo er am Intersecting Storage Ring (ISR) (zum Beispiel Fragen der Strahl-Stabilität) und danach am LEP-Design arbeitete. 1983 wurde er Professor an der Stanford University, wo er gleichzeitig am SLAC (Entwicklung des Stanford Linear Collider, SLC) und an der dortigen Synchrotronstrahlungsquelle (Stanford Synchrotron Radiation Laboratory, SSRL) wirkte. Ab 1987 war er wieder am CERN, wo er mitverantwortlich für den Aufbau des LEP war. 1998 ging er dort in den Ruhestand. Danach arbeitete er unter anderem für das SSRL, die B-Fabrik am SLAC (PEP-II), verschiedene Synchrotronstrahlungsquellen (wie das brasilianische LNLS, die European Synchrotron Radiation Facility (ESRF), Swiss Light Source SLS, das Synchrotron Radiation Research Center (SRRC) in Taiwan), für Lyncean Technologies in Palo Alto.
Er war ab 1992 Fellow der American Physical Society. 1996 erhielt er den Robert R. Wilson Prize der American Physical Society, für „seine Entwicklung zahlreicher experimenteller Techniken zur Erforschung kollektiver Phänomene in Teilchenbeschleunigern und Speicherringen, speziell zur experimentellen Bestimmung der Strahl-Impedanzen und Entwicklung von Methoden der Kontrolle von Instabilitäten, die die Strahlintensität begrenzen“ (Laudatio). In der Preisbegründung wurden auch seine Qualitäten als Lehrer hervorgehoben. 2001 wurde er mit einem Ehrendoktorat der Universität Genf ausgezeichnet.

## Schriften (Auswahl)
- The physics of synchrotron radiation. Cambridge University Press, Cambridge 2004, ISBN 0-521-30826-7 (Cambridge monographs on particle physics, nuclear physics and cosmology. Bd. 20).